# Parafia Matki Bożej Królowej Polski w Bielicach
Parafia pod wezwaniem Matki Bożej Królowej Polski w Bielicach – parafia rzymskokatolicka należąca do dekanatu Kołbacz, archidiecezji szczecińsko-kamieńskiej, metropolii szczecińsko-kamieńskiej. Siedziba parafii mieści się w Bielicach przy ulicy Niepokalanej. Erygowana 10  marca 1973 roku. Do sierpnia 2011r. parafię prowadzili księża z Towarzystwa Chrystusowego, następnie parafia została przekazana diecezji.

## Księża
Od założenia patafi proboszczami byli:
1973-82: ks. Czesław Lesiak TChr (administrator parafii)
1983-91: ks. Stanisław Bojarski TChr (od 1982r. administrator parafii)
1991-96: ks. Zenon Gąsiorowski TChr
1996-2002: ks. Józef Kosobudzki TChr
2002-2011: ks. Kazimierz Kotlarz TChr
18.08 2011-22.06.2024: ks. Jan Faron-zmarł podczas pełnienia funkcji proboszcza(tydzień po 50 rocznicy święceń kapłańskich) w szpitalu z powodu choroby. Pogrzeb i pochówek odbyły się w Bielicach.
od 14.07.2024: ks. Krzysztof Bartoszewski 

Wikariusze:
2011-2015: ks. Paweł Obst
2015-2020: ks. Marek Kawa
2020-2025: ks. Piotr Śliżewski
od 07.2025: ks. Sławomir Błachowiak

## Msze Święte
Niedziela i święta:
Bielice, Sobiemyśl- 8.00 
Linie, Swochowo- 9.30
Babin, Stare Chrapowo- 11.00
Bielice, Nowe Chrapowo- 12.30
Dni powszednie:
Poniedziałek-Piątek:
Bielice- 18.00(wiosna-lato) 17.00(jesień-zima)
W piątki Wielkiego Postu o 16.30 Droga Krzyżowa
Sobota(według formularza niedzielnego):
Linie- 16.00(wiosna-lato) 15.00(jesień-zima),
Babin- 17.00(wiosna-lato) 16.00(jesień-zima),
Bielice- 18.00(wiosna-lato) 17.00(jesień-zima)

## Miejsca kultu

### Kościół parafialny
- kościół Matki Bożej Królowej Polski w Bielicach[11]

### Kościoły filialne i kaplice
- Kościół Wniebowzięcia Najświętszej Maryi Panny w Babinie[13]
- Kościół św. Józefa w Liniach[12]
- Kaplica Matki Bożej Różańcowej w Nowym Chrapowie[14]
- Kościół Podwyższenia Krzyża Świętego w Starym Chrapowie[15]
- Kaplica Miłosierdzia Bożego w Sobiemyślu[16]
- Kościół św. Antoniego w Swochowie[17]